# Zorraquín
Zorraquín es un municipio y localidad española de la comunidad autónoma de La Rioja. El término municipal, que cuenta con una población de 86 habitantes (INE 2024), está ubicado en el valle del río Ciloria, afluente del Oja.

## Historia
La primera referencia documental es del año 1084 y pertenece a una donación realizada por Alfonso VI de Castilla por la que cedió el monasterio de San Sebastián de Ojacastro al monasterio de San Millán de Suso.
El 24 de abril de 1312, el rey castellano Fernando IV le concedió un Fuero “al valle de la villa de Ojacastro, Ezcaray e Zorraquín e Valgañón”, cuya intención seguía siendo repoblar esta zona, fronteriza con el Reino de Navarra. Siguió vigente hasta la retirada de los fueros en 1876 tras la tercera guerra carlista.
En el siglo XVI pertenecía al Señorío de Pedro de Manrique de Luna.

## Demografía
Cuenta con una población de 86 habitantes (INE 2024).
| Gráfica de evolución demográfica de Zorraquín entre 1842 y 2021                                                       |
| |
| Población de derecho según los censos de población del INE. Población de hecho según los censos de población del INE. |

## Economía

### Evolución de la deuda viva
El concepto de deuda viva contempla sólo las deudas con cajas y bancos relativas a créditos financieros, valores de renta fija y préstamos o créditos transferidos a terceros, excluyéndose, por tanto, la deuda comercial.
Entre los años 2008 a 2014 este ayuntamiento no ha tenido deuda viva.

## Administración
| Periodo   | Nombre                       | Partido |
| --------- | ---------------------------- | ------- |
| 1979-1983 | Policarpo Capellán Gonzalo   | CD      |
| 1983-1987 | Policarpo Capellán Gonzalo   | AP      |
| 1987-1991 | Fernando Capellán Mateo      | PSOE    |
| 1991-1995 | Luis Gonzalo Mateo           | PP      |
| 1995-1999 | Juan Carlos Gonzalo Martín   | PRP     |
| 1999-2003 | Juan Antonio Gonzalo Robledo | PSOE    |
| 2003-2007 | Juan Antonio Gonzalo Robledo | PSOE    |
| 2007-2011 | Juan Antonio Gonzalo Robledo | PSOE    |
| 2011-2015 | José Ángel Capellán Marín    | PP      |
| 2015-2019 | José Ángel Capellán Marín    | PP      |
| 2019-2023 | José Ángel Capellán Marín    | PP      |
| 2023-act. | José Ángel Capellán Marín    | PP      |

## Lugares de interés

### Edificios y monumentos

#### Iglesia parroquial de San Esteban

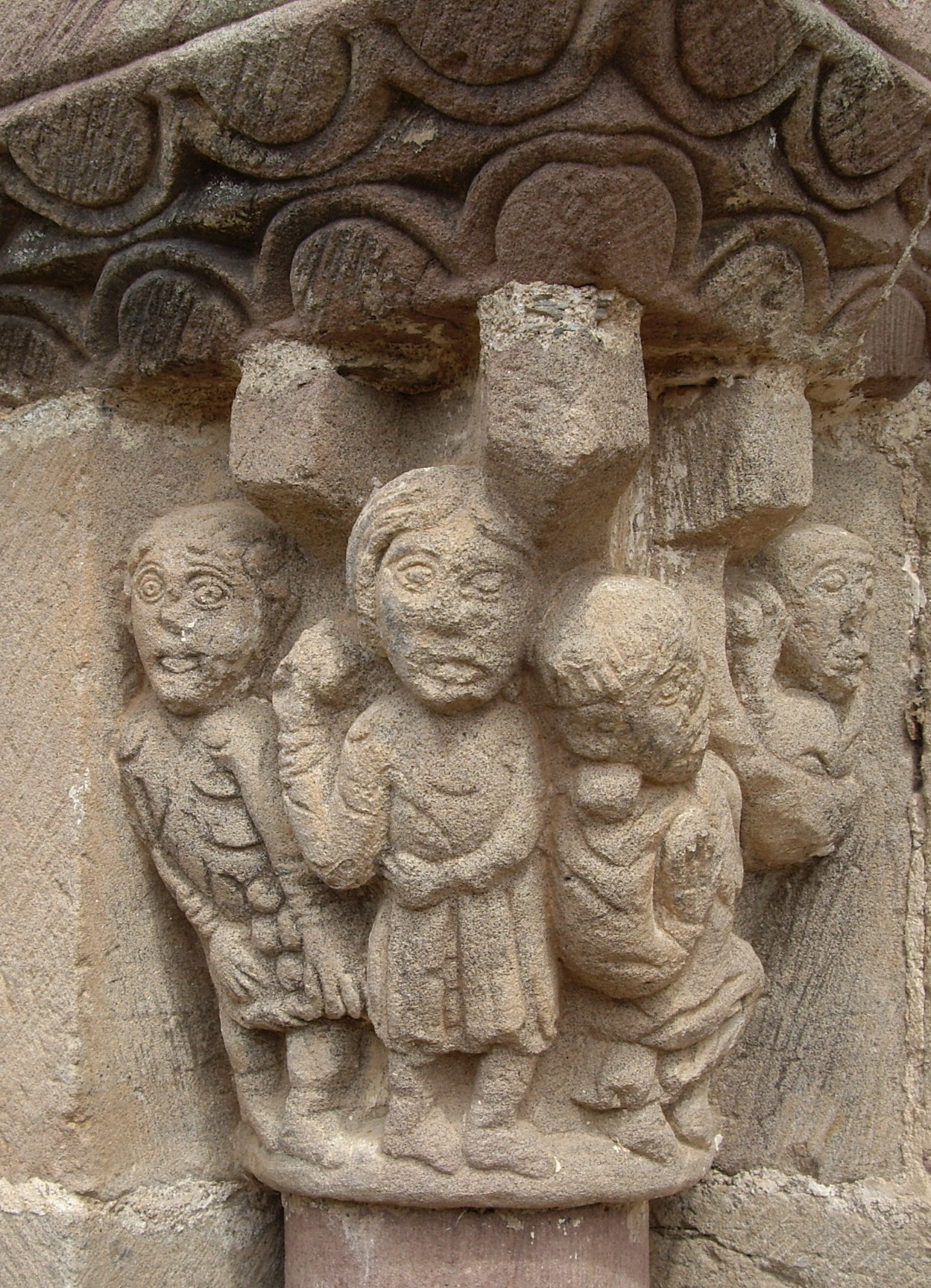
Detalle de la iglesia de San Esteban.

De estilo románico, fue construida el último tercio del siglo XII. Tiene incoado expediente como Bien de Interés Cultural en la categoría de Monumento desde el 24 de abril de 1984.

## Fiestas
- El 26 y 27 de agosto se celebra San Vítores
- El 13 de diciembre festividad de Santa Lucía.